# Vườn quốc gia Bieszczady
Vườn quốc gia Bieszczady (tiếng Ba Lan: Bieszczadzki Park Narodowy) là công viên quốc gia lớn thứ ba ở Ba Lan, nằm ở Subcarpathian Voivodeship ở góc cực đông nam của đất nước, giáp với Slovakia và Ukraine. Năm 2021, vườn quốc gia này đã được thêm vào danh sách Di sản thế giới như là một phần của Các khu rừng sồi nguyên sinh trên dãy Carpath và các khu vực khác của châu Âu.

## Lịch sử
Công viên được tạo ra vào năm 1973. Vào thời điểm đó, nó chỉ bao gồm 59.55 km2, nhưng qua nhiều năm, nó đã được mở rộng bốn lần. Lần mở rộng cuối cùng diễn ra vào năm 1996 (khi công viên hợp nhất các làng trước kia là Bukowiec, Beniowa và Carynskie) và năm 1999 (khi các làng cũ của Dzwiniacz, Tarnawa và Sokoliki được thêm vào).
Nó chiếm 292.02 km2, bao gồm các khu vực cao nhất của phần Ba Lan của dãy núi Bieszczady. Năm 1992 công viên và các khu vực xung quanh của nó đã trở thành một phần của Khu dự trữ sinh quyển phía Đông Carpathian UNESCO, trong đó có tổng diện tích 2132.11 km2 và bao gồm các phần ở Slovakia và (từ năm 1998) Ukraine.

## Địa lý
Rừng bao phủ khoảng 80% của Vườn quốc gia Bieszczady. Gỗ chủ yếu là tự nhiên; trong một số trường hợp có thể nói rằng họ đã bảo tồn được tính nguyên sơ của cây gỗ nơi đây. Đỉnh cao nhất trong công viên là Tarnica, cao 1346m trên mực nước biển.

## Quần thể động vật
Động vật ở đây rất phong phú với một số loài động vật đang bị đe dọa phát triển mạnh trong khu vực, trong đó có gấu, chó sói, mèo rừng, lợn rừng, hải ly, rái cá và linh miêu cũng như hươu, nai và nai châu Âu (khoảng 100 con đang sống trong khu vực). Công viên chứa các loài chim thú vị, bao gồm đại bàng và cú, và là nơi sinh sống của loài rắn Aesculapian lớn nhất Ba Lan.
Công viên có dân cư thưa thớt (dưới 1 người trên mỗi km²), điều đó có nghĩa là động vật có thể tự do đi lang thang. Khu vực này rất phổ biến đối với khách du lịch, nhưng không có nhiều cơ sở vật chất. Khoảng 70% công viên được coi là bảo tồn nghiêm ngặt, điều đó có nghĩa là việc sử dụng đường mòn bị hạn chế. Các nhà chức trách của công viên thúc đẩy các chuyến đi bộ.

## Những con đường mòn đi bộ đường dài
- Tuyến đi bộ châu Âu E8 
  -     - Prešov
    - Miháľov
    - Kurimka
    - Dukla
    - Iwonicz-Zdrój – Rymanów-Zdrój
    - Puławy
    - Tokarnia (778 m)
    - Kamień (717 m)
    - Komańcza
    - Cisna
    - Ustrzyki Górne
    - Tarnica
    - Wołosate